# Angelo Montenovo
Angelo Montenovo (Spello, 6 febbraio 1939) è un ex calciatore e allenatore di calcio italiano, di ruolo attaccante.

## Caratteristiche tecniche
Fu un centravanti non molto dotato fisicamente ma particolarmente insidioso.

## Carriera
Dopo gli inizi calcistici nello Spello, passò alla Virtus Spoleto e successivamente, nel 1959, al Perugia di Egizio Rubino dove, in Serie C, si mise in luce realizzando 13 reti.
Acquistato da Paolo Mazza, presidente della SPAL, Montenovo venne fatto esordire in Serie A dall'allenatore Luigi Ferrero il 9 ottobre 1960 a Ferrara, contro la Juventus, in una partita persa dagli spallini per 1-2. In quel campionato Montenovo giocò altre 8 gare ma, nonostante la cessione a novembre di Morbello, non riuscì a conquistare il posto fisso in prima squadra, ad appannaggio di Azzali, Novelli e Taccola. Nonostante ciò Montenovo trovò 3 gol, il primo dei quali determinante, il 5 febbraio 1961 a Padova, per il pareggio con i biancoscudati.
L'anno successivo, dopo un avvio in cui pareva destinato al ruolo di titolare, pagò assieme a Bettoni una serie di risultati avversi venendo ceduto in novembre al Novara, in Serie B. Nel 1962 tornò addirittura in terza serie con il Varese; in Lombardia si confermò attaccante di lusso per quella categoria, segnando 14 reti.
Risalì fra i cadetti con il Verona, senza tuttavia riuscire a ottenere fiducia dall'allenatore Facchini, deludendo nuovamente. L'anno successivo si accasò alla Salernitana, ancora in Serie C, dove continuò a non esprimersi su livelli soddisfacenti. Tornò quindi a Perugia dove ritrovò lo smalto di un tempo con Guido Mazzetti allenatore; proprio con Mazzetti gli umbri vennero promossi, sicché Montenovo ritrovò nel 1967 la serie cadetta. Nel 1970, ormai a fine carriera, scese in Serie D con il Sansepolcro prima del definitivo ritiro.
Successivamente intraprese la carriera di allenatore, lavorando per quasi quarant'anni nel settore giovanile del Perugia; dalle sue squadre sono emersi diversi giocatori che militarono poi nei campionati di Serie A e B, in primis il campione del mondo Gennaro Gattuso.

## Palmarès

### Giocatore

#### Competizioni nazionali
- Campionato italiano Serie C: 2

Varese: 1962-1963 (girone A)
Perugia: 1966-1967 (girone B)